# 樂選
樂選（1484年—？），字舜舉，順天府宛平縣民籍，浙江仁和縣人，明朝政治人物。

## 生平
正德五年（1510年）庚午科順天府鄉試第十九名舉人。正德六年（1511年）中式辛未科會試第五十二名，登第三甲第一百八十四名進士。歷官工部主事，濟寧管閘。

## 家族
曾祖樂阿善；祖父樂純；父樂宗灝，母張氏。嚴侍下。兄通、弟逵。